# Chiamate Roma Triuno Triuno
Chiamate Roma Triuno Triuno è una trasmissione radiofonica in onda su Radio Deejay, curata e condotta dal Trio Medusa. Il nome della trasmissione è riferito a un vecchio programma della Radio Rai: Chiamate Roma 3131.

## Il programma
La trasmissione ha un taglio prettamente di intrattenimento, con temi d'attualità, trattati in modo semi-serio dal trio. Oltre al Trio Medusa intervengono ricorrentemente altri personaggi a supporto, come Andrea Prevignano, Veronica Di Pietrantonio (dal 2021), Magister Patrik, l’ex pizzaiolo Danilo da Fiumicino ed Enrico il Bagnino per le previsioni meteo. 
Alcune delle sigle della trasmissione sono state cantate da Piotta, mentre le sigle delle rubriche di Danilo da Fiumicino sono cantate dai Rumatera. A partire dal 28 giugno 2010 la trasmissione cambia collocazione nel palinsesto, passando dal precedente orario (12:00-13:00 dal lunedì al venerdì) al nuovo ovvero dalle 7:30 alle 9:00 (occasionalmente dalle 7:00 alle 10:00) dal lunedì al venerdì cambiando per altro nome in quello attuale.

## Rubriche
Nonostante ogni puntata differisca dalle altre non solo nei contenuti ma anche negli schemi e negli argomenti trattati, alcune rubriche e alcuni interventi vengono presentati con una cadenza predefinita. Tuttavia, dopo la partenza di Francesco Lancia alla fine della stagione 2020-2021, il numero delle rubriche fisse diminuisce considerevolmente. Fra queste si riportano:

### Cadenza quotidiana
- Il best del Prevignano: sulla base di un argomento scelto quotidianamente, il Trio invita i propri ascoltatori a condividere le proprie esperienze al riguardo. Il giornalista legge poi quelle più divertenti, surreali e/o curiose.
- Le previsioni di Enrico il Bagnino: Enrico Della Rosa, bagnino di Riccione, interviene quotidianamente per fare un punto sulle previsioni meteorologiche.

### Cadenza settimanale o plurisettimanale
- Le canzoni travisate: una delle rubriche più celebri della trasmissione, conta nella trasmissione e del relativo commento di passaggi di canzoni famose, segnalati dagli ascoltatori, in cui il testo del brano, solitamente in lingua straniera, è cantato in un modo tale da suonare simile a delle frasi in italiano.[3]
- I cihaimaifattocaso: presentati da Danilo da Fiumicino in chiave ironica, sono fatti della vita quotidiana che sembrano apparentemente sfuggire alla coscienza e alla logica umana. Questo format è presentato tutte le settimane come primo intervento all'interno della sua bi-settimanale presenza (solitamente il mercoledì). Il secondo intervento, invece, cambia di volta in volta.
- Danilo Risponde: Danilo da Fiumicino risponde alle domande postegli dagli ascoltatori sui social network. La rubrica è partita nella stagione 2021-22, coerentemente con la doppia presenza settimanale (il giovedì) di Danilo.
- La penitenza di: durante la settimana il trio sfida Enrico il Bagnino a provare la veridicità delle sue previsioni meteorologiche, chiedendo di esprimere la situazione puntuale di una località italiana (scelta al momento) e chiedendo poi feedback ai radioascoltatori di quella stessa zona. Se alla fine della settimana Enrico ha indovinato la maggior parte delle previsioni puntuali, un componente della trasmissione è costretto a subire una penitenza (decisa di volta in volta) in diretta radiofonica. Viceversa, se le previsioni puntuali sono state più volte errate, sarà Enrico a subirla.

### Cadenza mensile o plurimensile
- I documentari di Danilo: presentati dallo stesso Danilo, come uno dei possibili secondi interventi della sua settimanale presenza, sono finti documentari su animali, presentati in maniera volutamente surreale.
- La birrubrica: presentata da Danilo, come uno dei possibili secondi interventi della sua settimanale presenza, è una rubrica che riporta e commenta le principali notizie legate alla birra, bevanda preferita dallo stesso Danilo. Di solito viene introdotta da jingle e slogan interpretati da Andrea Prevignano.
- L'ultimo romantico: presentata da Danilo, come uno dei possibili secondi interventi della sua settimanale presenza, è una rubrica che riporta e commenta le principali notizie legate a fatti strani di attualità (solitamente crimini "goffi"). Lo stesso Danilo ha più volte annunciato la fine della rubrica, salvo poi riesumarla dopo lunghi periodi di pausa.
- Umorismo da cucciolone / cucciolona: Francesco Lancia prima, e Veronica poi, sfidano i componenti del trio ad indovinare il finale di battute scontate, orrende o proprio tristi, trovate su internet o suggerite dagli ascoltatori, similmente alle freddure presenti nell'omonimo gelato dell'Algida. Il 29 Giugno 2021, Lancia annuncia la fine della rubrica in parziale disaccordo con gli altri elementi del cast,[4] che però viene ripresa nella stagione successiva, nonostante l'assenza del comico.

### Rubriche dismesse
Con la partenza dalla trasmissione di Francesco Lancia nell'estate 2021, molte rubriche prima ricorrenti, sono state dismesse, per essere sostituite da altri interventi all'interno della programmazione. Fra le tante:
- Cappellobuffobanda: Il Trio sfidava un ascoltatore a un gioco sulla falsariga della Ruota Finale di Passaparola. Il perdente doveva scattarsi una fotografia con un cappello buffo che veniva pubblicata sui profili social del programma. Sebbene non fosse ufficialmente parte integrante del gioco, il Trio partiva notevolmente avvantaggiato e godeva di numerose "sviste" da parte del conduttore (Lancia).
- Mail dal futuro: Lancia leggeva fantomatiche mail arrivategli dal futuro per rassicurare o mettere in guardia l'umanità su possibili effetti o scenari futuri, di azioni, allora, attuali. Il format è stato talvolta ripreso modificando la fonte della mail che arriva da persone famose, divinità, o personaggi inventati.
- Il Dr. Lancia risponde: Francesco Lancia, nei panni di un inverosimile e del tutto impreparato (per sua stessa ammissione) medico di base, rispondeva alle improbabili domande di altrettanto improbabili pazienti. Il format è stato talvolta ripreso modificando la professione di Lancia in hacker, Professore universitario, preside, prete o esperto sui generis, tutte professioni per cui Francesco ribadiva sempre di non essere qualificato.
- Vero o falso: Francesco Lancia sfidava il Trio ad indovinare se alcuni aneddoti, tipologie o aspetti riguardanti un argomento erano veri o falsi.
- Fatti completamente inventati su: Francesco lancia elencava fatti completamenti inventati (seppur verosimili) correlati ad una persona, azienda o altra entità.
- Francesco Lancia presenta: Con la sua solita verve ironica, cinica e surreale, Lancia presentava inverosimili concorrenti di show televisivi e trame rivisitate di film o serie televisive (futuri o cult), a beneficio di chi non fosse informato sull'argomento.
- La Minkiata: Testata giornalistica di cui Lancia era direttore e caporedattore, nella trasmissione lo stesso Lancia preannunciava gli articoli presenti nel prossimo numero in uscita (unitamente agli assurdi gadget in omaggio).
- La classifichina di 11 cose: curata da Francesco Lancia, era una classifica, in stile Hit-parade riguardante undici aspetti (volutamente comici e surreali) legati ad un argomento del giorno.
- Gossip estivo: in questa rubrica, proposta immediatamente prima della pausa estiva della trasmissione, Lancia, parodiando la famosa trasmissione Verissimo, elencava le principali notizie di gossip in chiave volutamente surreale.
- Il segreto: Francesco Lancia annunciava improbabili anticipazioni legate all'omonima telenovela. Con la fine della messa in onda della serie, anche questa rubrica è giunta al termine.
- L'almanacco del giorno, questo: Prevignano e Lancia enunciavano, sullo stile dell'Almanacco del giorno dopo, alcuni surreali fatti e aneddoti del giorno.
- Voices: Con ospite Francesco Pezzulli, noto doppiatore, e, ricorrentemente, qualche suo collega, rubrica nella quale venivano presentate e pubblicizzate iniziative, manifestazioni ed eventi legati al mondo del doppiaggio. Risulta assente, nella trasmissione, dal 2017.
- Poteva andare peggio: Francesco Lancia conduceva, in stile parodistico, delle sessioni ASMR. Il 25 Giugno 2021, lo stesso presentatore annuncia la fine della rubrica, con estrema soddisfazione degli altri presentatori.
- La sfida a colpi di titoli fra Andrea Prevignano e Andrea Sessa (giornalista ufficiale di Radio Deejay). Il Trio chiedeva ai due giornalisti di preparare dei titoli ad effetto per introdurre notizie reali di cronaca, attualità e/o sport. Risulta assente, nella trasmissione, dal 2019.
- Le canzoni espresse di Maxino nelle tre stagioni tra il 2015 e il 2019 (e sporadicamente fino al 2020) lo youtuber Maxino (famoso per le sue parodie istantanee di canzoni famose legate a fatti d'attualità) veniva sfidato dal Trio Medusa a comporre una canzone contenente varie parole suggerite dagli ascoltatori ed avendo a disposizione soltanto il tempo della puntata.